# La montagna sacra (film 1973)
La montagna sacra (La montaña sagrada) è un film del 1973 diretto da Alejandro Jodorowsky.
La pellicola partecipò a diversi festival internazionali del 1973, tra cui il 26º Festival di Cannes.

## Trama
Un ladro, molto somigliante alla figura di Gesù Cristo, dopo molte disavventure con persone pseudo-religiose, fugge in cima ad una torre che si rivelerà poi il laboratorio di un misterioso alchimista.
Dopo aver preso parte a vari riti iniziatici, l'alchimista gli presenta sette persone, le più potenti della Terra, che incarnano nel particolare le industrie del benessere, bellica, artistica, ludica e la polizia, l'imprenditorato edile e il potere economico, che, insieme a loro, rappresentano le nove concezioni di vita indicate dall'Enneagramma della personalità.
Insieme dovranno raggiungere la Montagna Sacra, una fantomatica e misteriosa montagna situata sull'inesistente Isola del Loto, dove vi sono nove saggi che conoscono il segreto dell'immortalità.
Il loro scopo è di eliminarli e di prendere il loro posto ma, una volta arrivati in cima, scopriranno una sconcertante verità: trovano Alejandro Jodorowsky che dice: "Questo è solo un film, qui non c'è l'immortalità!".

## Produzione
Il regista ha partecipato alla pellicola anche in veste di attore, compositore, scenografo e costumista. Il film è stato prodotto da Allen Klein, manager dei Beatles, dopo il forte successo underground della sua pellicola precedente, El Topo.
Si ritiene che il film abbia trovato ispirazione nel romanzo Il Monte Analogo dello scrittore e poeta francese René Daumal.